# Карапетян, Саркис Каренович
Сарки́с Каре́нович Карапетя́н (арм. Սարգիս Կարենի Կարապետյան; 24 апреля 1990, Ереван, Армянская ССР, СССР) — армянский футболист, полузащитник.

## Клубная карьера
Воспитанник футбольной школы «Бананц». С 2006 года выступает за основную команду. Спустя 2 года состоялся дебют в еврокубках, где появился в составе «Бананца» в розыгрые Кубка УЕФА. Являясь игроком основы Карапетян в 2009 году получил микротравму, из-за которой пропустил некоторое время в чемпионате. В том же сезоне был вызван в национальную сборную, благодаря выступлениям за клуб. В сезоне 2010 вместе с командой оформил серебряный хет-трик, сыграв в финалах Кубка и Суперкубка Армении, но не завоевав их, а также став обладателем серебряный медалей чемпионата.

## Карьера в сборной
Дебютировал 11 февраля 2009 года в составе сборной Армении в товарищеском матче против сборной Латвии. Матч проходил на Кипре и закончился со счётом 0:0.

## Достижения
- Чемпион Армении: 2014
- Серебряный призёр чемпионата Армении: 2006, 2007, 2010
- Обладатель Кубка Армении: 2007
- Финалист Кубка Армении: 2008, 2009, 2010
- Обладатель Суперкубка Армении: 2005, 2014